# Plaxton Panorama Elite
 (novembre 2021).
Si vous disposez d'ouvrages ou d'articles de référence ou si vous connaissez des sites web de qualité traitant du thème abordé ici, merci de compléter l'article en donnant les références utiles à sa vérifiabilité et en les liant à la section « Notes et références ».
 (novembre 2021).
La mise en forme du texte ne suit pas les recommandations de Wikipédia : il faut le « wikifier ».
Les points d'amélioration suivants sont les cas les plus fréquents :
- Les titres sont pré-formatés par le logiciel. Ils ne sont ni en capitales, ni en gras.
- Le texte ne doit pas être écrit en capitales (les noms de famille non plus), ni en gras, ni en italique, ni en « petit »…
- Le gras n'est utilisé que pour surligner le titre de l'article dans l'introduction, une seule fois.
- L'italique est rarement utilisé : mots en langue étrangère, titres d'œuvres, noms de bateaux, etc.
- Les citations ne sont pas en italique mais en corps de texte normal. Elles sont entourées par des guillemets français : « et ».
- Les listes à puces sont à éviter, des paragraphes rédigés étant largement préférés. Les tableaux sont à réserver à la présentation de données structurées (résultats, etc.).
- Les appels de note de bas de page (petits chiffres en exposant, introduits par l'outil «  Source ») sont à placer entre la fin de phrase et le point final[comme ça].
- Les liens internes (vers d'autres articles de Wikipédia) sont à choisir avec parcimonie. Créez des liens vers des articles approfondissant le sujet. Les termes génériques sans rapport avec le sujet sont à éviter, ainsi que les répétitions de liens vers un même terme.
- Les liens externes sont à placer uniquement dans une section « Liens externes », à la fin de l'article. Ces liens sont à choisir avec parcimonie suivant les règles définies. Si un lien sert de source à l'article, son insertion dans le texte est à faire par les notes de bas de page.
- La présentation des références doit suivre les conventions bibliographiques. Il est recommandé d'utiliser les modèles {{Ouvrage}}, {{Chapitre}}, {{Article}}, {{Lien web}} et/ou {{Bibliographie}}. Le mode d'édition visuel peut mettre en forme automatiquement les références.
- Insérer une infobox (cadre d'informations à droite) n'est pas obligatoire pour parachever la mise en page.

Pour une aide détaillée, merci de consulter Aide:Wikification.
Si vous pensez que ces points ont été résolus, vous pouvez retirer ce bandeau et améliorer la mise en forme d'un autre article.
Ne pas confondre avec l'autocar Plaxton Panorama à 2 étages de 2018

Le Plaxton Panorama Elite est une carrosserie d'autocar traditionnel de ligne, à un étage, fabriquée par le carrossier britannique Plaxton, montée sur un très grand nombre de châssis motorisés. Une version avec une large porte dénommée Plaxton Elite Express a également été proposée par le constructeur. Ce modèle, avec toutes ses versions et variantes, a connu un beau succès commercial, il s'est vendu à environ 6 000 exemplaires durant les 8 ans de fabrication.

## Les châssis utilisés
À cette époque, au Royaume-Uni, les compagnies de transport choisissaient le châssis motorisé qui correspondait à leurs exigences, que le carrossier devait utiliser pour construire l'autocar commandé.
Pour le Plaxton Panorama Elite, la liste des châssis est très longue, mais les principaux étaient :
- Leyland Leopard
- Leyland Panther
- Daimler Roadliner
- AEC Reliance
- Bedford Y series,
- Bedford VAL
- Bedford VAM
- Volvo B58
- Bristol RE
- Bristol LH
- Ford Série R
- Seddon Pennine IV & VI
- Mercedes-Benz O 302

## Caractéristiques

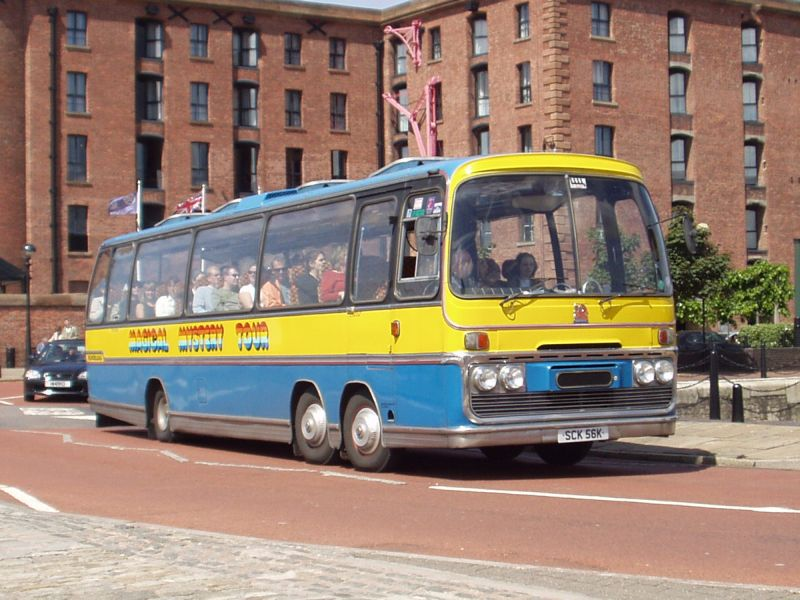
Plaxton Panorama Elite sur châssus Bedford VAL 3 essieux comme celui utilisé dans le film Magical Mystery Tour des Beatles 1967

Le modèle Panorama Elite succède au Panorama I. Le concept général de la carrosserie n'a pas beaucoup évolué si ce n'est la section du véhicule. Le Panorama I présentait des surfaces latérales plates et verticales alors que le Panorama Elite a adopté les lignes définies par les stylistes italiens, avec des vitres latérales légèrement cintrées vers le toit qui allègent la ligne du véhicule.

## Les différentes versions

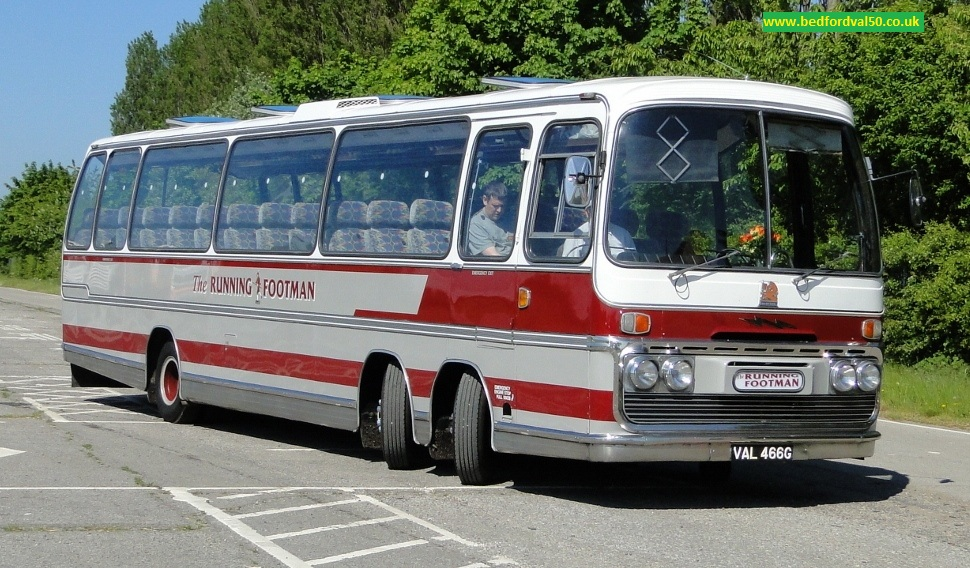
Plaxton Panorama Elite I sur châssis Bedford VAL50 à 3 essieux. On distingue la porte "de secours" (à marche très haute), derrière le poste de conduite

### Mark "I" Original
Le Panorama Elite, bien que présenté comme un tout nouveau modèle, à part la ligne latérale cintrée, conserve le design de la façade avant avec même la calandre et l'entourage des phares directement repris de son prédécesseur, le Panorama I, sans aucune modification.
La porte de sortie de secours était placée juste derrière la siège du conducteur et comportait une telle marche qu'il fallait que le conducteur place un petit escabeau pour pouvoir sortir du véhicule.

### Mark II
Le Panorama Elite II a introduit une nouvelle façade avant, légèrement plus carrée et mieux intégrée.

### Mark III
La façade avant du Mark III était identique à celle du Mark II à l'exception des essuie-glaces qui inauguraient le système à pantographe. Il semble, toutefois, que les premiers exemplaires n'aient pas bénéficié de ce système. Les deux feux arrière ronds ont été remplacés par un seul groupe vertical en forme de losange.
Sur une première série, la porte de secours est restée derrière le siège du conducteur puis, lorsque la réglementation a changé, elle a été placée à l'arrière du véhicule dans une position plus accessible sans ajout de marches.

### Elite Express
Les trois versions Mark I, II & III ont aussi été produites dans la configuration « Express » avec des accès plus larges à deux vantaux, rendant ces autocars adaptés à un double usage, ce qui a permis aux opérateurs de profiter de la "New Bus Grant" (subvention importante pour l'achat d'un véhicule conforme aux critères imposés) du gouvernement britannique pour réduire leurs coûts.

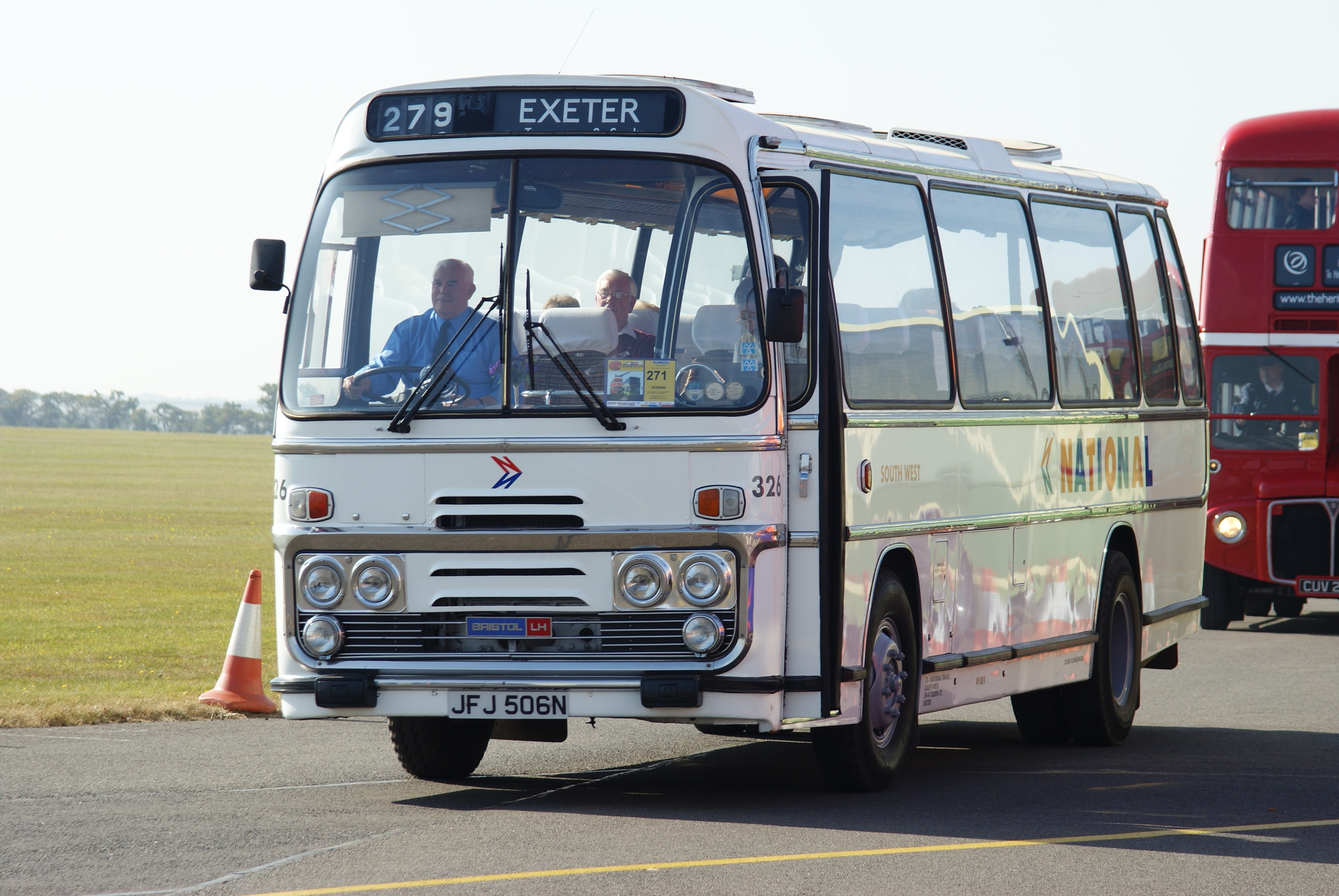
Plaxton Panorama Elite III sur châssis Bristol LH 6L, 2.29 m de large, avec le dôme Bristol

### Autres variantes
Une version étroite de 2,29 mètres de largeur a été construite à la demande de certains opérateurs.
La carrosserie était construite sur un châssis Bristol LH avec des radiateurs montés à l'avant. Il n'y avait plus de place pour insérer l'indicateur de destination ni un simple panneau lumineux dans la position habituelle sous le pare-brise. Celui-ci a été positionné dans une excroissance au-dessus du pare-brise, sur le toit. Cette configuration a été appelée "dôme Bristol", lorsqu'elle a été adaptée sur d'autres modèles.
Plusieurs longueurs étaient disponibles : 10 m, 11 m et 12 mètres. La carrosserie  modèle Panorama a été remplacée par le Supreme en 1974.